# Trombidium parasiticum
Trombidium parasiticum är en spindeldjursart som först beskrevs av De Geer 1778.  Trombidium parasiticum ingår i släktet Trombidium, och familjen Trombidiidae. Arten är reproducerande i Sverige.